# Arsfenamin
Arsfenamin, takođe poznat kao Salvarsan ili jedinjenje 606, je lek koji je uveden početkom 1910-tih kao prvi efektivni tretman za sifilis, a isto tako je korišten za tretiranje tripanosomijaze.
Ovo organoarsensko jedinjenje je bilo privi moderni hemoterapeutski agens.

## Istorija
Lek je prvi sintetisao Alfred Bertheim 1907. godine u laboratoriji Paula Erliha. Antisifilisno dejstvo ovog jedinjenja je otkrio Sahachiro Hata 1909, tokom testiranja hiljada novo sintetisanih organskih jedinjenja arsenika. Erlih je formulisao teoriju da se testiranjem velikog broja jedinjenja može otkriti lek sa antimikrobnim dejstvom koji nije letalan za ljude. Erlihov tim je započeo potragu za takvim „magičnim metkom“ među hemijskim derivatima opasno toksičnog leka atoksila. Taj projekat je bio prvi organizovani timski poduhvat s ciljem biološke optimizacije vodećeg jedinjenja putem sistematskih hemijskih modifikacija, što je u osnovi skoro svog modernog farmaceutskog istraživanja. Meta arsfenamina je bila bakterija Treponema pallidum, spiroheta koja uzrokuje sifilis.
Arsfenamin je originalno nazivan "606" pošto je bio šesti u šestoj grupi jedinjenja sintetisanih za testiranje. Kompanija Hoechst AG ga je uvela u prodaju pod imenom Salvarsan 1910. Salvarsan je bio prvi organski antisifilisni agens, i veliko poboljšanje u odnosu na neorganska jedinjenja žive koja su ranije korišćenja. On je prodavan u obliku žutog, kristalnog, higroskopnog praha koji je bio veoma nestabilan na vazduhu. To je znatno komplikovalo administraciju, pošto je bilo neophodno da se lek rastvori u nekoliko stotina mililitara distilovane, sterilne vode uz minimalno izlaganje vazduhu da bi se proizveo rastvor koji je podesan za ubrizgavanje injekcijom. Neke od nuspojava su bile osipi i oštećenje jetre. Rizici po život i telo pri primeni Salvarsana su pripisivani neadekvatnom rukovanju i administraciji. Erlih, koji je marljivo radio na standardizaciji procesa, je pisao, "korak od laboratorije do bolesničkog kreveta ... je izuzetno težak i prepun opasnosti."
Erlihova laboratorija je razvila rastvornije (mada nešto manje efektivno) jedinjenje arsenika, Neosalvarsan (neoarsfenamin), koje se lakše pripremalo, i ono je postalo dostupno 1912. Manje ozbiljne nuspojave kao što je mučnina i povraćanje su još uvek bile česte. Dodatni problem je bio da su Salvarsan i Neosalvarsan morali da budu čuvani u zapečaćenim bočicama pod azotnom atmosferom da bi se sprečila oksidacija. Ta arsenična jedinjenja su zamenjena u tretmanu sifilisa penicilinom 1940-tih.
Nakon napuštanja Erlihove laboratorije, Hata je doprineo paralelnim istraživanjima novih lekova u Japanu.

## Struktura
U pogledu molekulske strukture, za salvarsane se dugo smatralo da sadrže As=As dvostruku vezu, poput N=N veze u azobenzenu. Međutim, 2005. godine jedna ekstenzivna maseno spektralna analiza je pokazala da salvarsan ima As-As jednostruke veze, a ne As=As dvostruke veze. Isto tako je pokazano da je lek smeša koja se sastoji od ciklo-As3 i ciklo-As5 vrsta.

## Literatura
- Salvarsan. Deutsches Kolonial-Lexikon (1920), Band III, S. 207. HTML Архивирано на веб-сајту  (22. децембар 2015)
- Paul de Kruif: Mikrobenjäger, Neuauflage 1980 von „Microbe Hunters“, 1926/7.  978-3-550-06084-7.
- Fritz Sörgel (2004). „Welche Berufsbezeichnung wird Ehrlichs Wirken gerecht”. Chemotherapie Journal. 13 (4): 157—165.
- Nicholas C. Lloyd et al.: Salvarsan – The first chemotherapeutic compound. PDF

## Spoljašnje veze
- Pharmazeutische Zeitung (11/2004): Paul Ehrlich – Von der Immunologie bis zu Salvarsan